# Roraimamjukstjärt
Roraimamjukstjärt (Roraimia adusta) är en fågel i familjen ugnfåglar inom ordningen tättingar.

## Utseende och läte
Roraimamjukstjärten är en liten och tydligt tecknad fågel. Den är mestadels rostbrun på rygg och stjärt, medan undersidan är mörk med tydliga vita streck. På huvudet syns en mörk öronfläck och lysande vit strupe. Kontaktlätet är ett vasst gnisslande och sången en serie med sex till nio ljusa med kraftfulla toner, den första något lägre i tonhöjd.

## Utbredning och systematik
Arten placeras som enda art i släktet Roraimia. Den förekommer i höglänta skogsområden i tepuis i Venezuela, västra Guyana och allra nordligaste Brasilien. Clements et al delar in den i tre underarter med följande utbredning:
- Roraimia adusta obscurodorsalis – förekommer i tepuis i sydöstra Venezuela (Bolívar och Amazonas)
- Roraimia adusta duidae – förekommer i tepuis i södra Venezuela (Duidabergen)
- Roraimia adusta adusta – förekommer i tepuis i östra Venezuela, närliggande områden i västra Guyana och i allra nordligaste Brasilien

International Ornithological Congress (IOC) urskiljer en fjärde underart, mayri, med utbredning i södra Bolivar i sydöstra Venezuela.

## Levnadssätt
Roraimamjukstjärten hittas enbart i fuktiga och mossrika skogar på tepuisluttningar. Där klättrar den fram över grenar och småstammar lite likt en trädkrypare, på jakt efter insekter som den plockar från bark eller mossa. Den ses vanligen i undervegetationen, men även högre upp i skogens mellersta skikt. Fågeln slår ofta följe med kringvandrande artblandade flockar.

## Status och hot
Arten har ett stort utbredningsområde, men tros minska i antal, dock inte tillräckligt kraftigt för att den ska betraktas som hotad. Internationella naturvårdsunionen IUCN listar arten som livskraftig (LC).